# Парижский винный двор

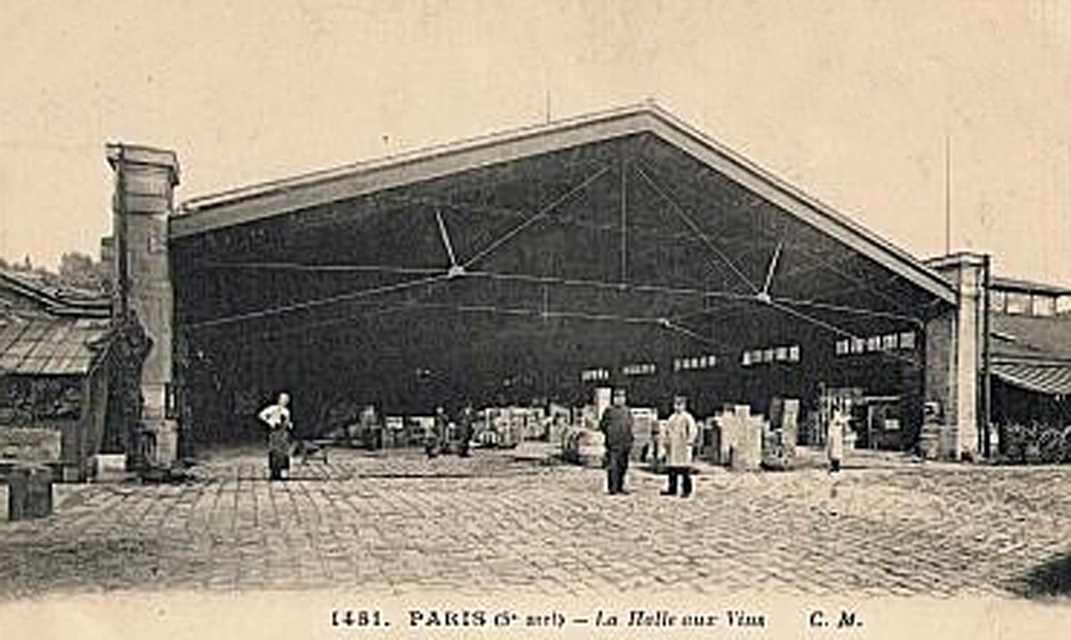
Парижский винный двор в начале XX века

Парижский винный двор (фр. la halle aux vins de Paris) — бывший главный винный погреб и рынок французской столицы; существовал с 1665 года. Служил как склад вина и водок, привозившихся в Париж, и как место уплаты городской пошлины — акциза. В начале XX века постепенно переместился в район Берси. Ныне на его месте в 5-м округе города находятся кампус Жюссьё (фр.) Университета Пьера и Марии Кюри и Институт арабского мира.

## История

### В XIX веке
Был перестроен городом, уплатившим за стройку крупную сумму. Все торговавшие вином купцы имели там обширные погреба и небольшие палатки, служившие им конторами. Плоские кровли погребов служили террасами, были увиты плющом и окружены железными балюстрадами.
Ежедневно туда с разных городских застав приходили обозы с вином, которое замерялось и записывалось, с него платили акциз, прежде чем установить бочки в погреб.

### Замеры
Измерение проводилось так: винную бочку подкатывали под машину, которая подхватывала её на блоки, и мальчик лет 13-ти, один, вертя небольшое колесо, с лёгкостью поднимал её и ставил на приготовленное место; затем таким же образом ставил другую, третью и так далее. Когда весь ряд, составленный из десяти бочек, наполнялся, смотритель приказывал открыть находящиеся в них краны, и вино текло в другие бочки, поставленные внизу. Против каждой из них был вделан стеклянный цилиндр, наподобие тех, которые бывают в барометрах, но пошире, и по мере течения вина на нём обозначалось той же самой жидкостью, сколько убыло его из бочки, так что когда сливалась вся бочка, то мера вина — до последнего стакана — верно обозначалась на цилиндре, и инспектору оставалось только против каждого номера бочки записать его вместимость.